# Уаргла (вилайет)
Уа́ргла (араб. ولاية ورقلة‎, Варкла) — вилайет в восточной части Алжира.
Административный центр вилайета — город Уаргла. Два других крупных города — Хасси-Месауд и Туггурт.
Часть населения разговаривает на берберских языках (мзаб-уаргла).
В прошлом Уаргла была центром торговли золотом и рабами. Здесь располагался важный центр ибадитов, переместившийся затем в долину Мзаб.

## Географическое положение
Вилайет Уаргла расположен в пустыне Сахара и граничит на востоке с Тунисом и Ливией, с алжирскими вилайетами Эль-Уэд на севере, Иллизи и Таманрассет на юге и Гардая на западе и Джельфа на северо-западе.
На территории вилайета расположена пустыня Большой Восточный Эрг, нефтяное месторождение Хасси-Месауд.

## Административное деление
Административно вилайет разделен на 10 округов и 21 коммуну.

### Округа
1. Эль-Борма (El Borma) (включает 1 коммуну: Эль-Борма)
2. Эль-Хаджира (El Hadjira) (включает 2 коммуны: Эль-Хаджира и Эль-Алия)
3. Хасси-Месауд (Hassi Messaoud) (включает 1 коммуну: Хасси-Месауд)
4. Мегарин (Mégarine) (включает 2 коммуны: Мегарин и Сиди-Слиман)
5. Нгуса (N’Goussa) (включает 1 коммуну: Нгуса)
6. Уаргла (Ouargla) (включает 2 коммуны: Уаргла и Руиссат)
7. Сиди-Хуилед (Sidi Khouiled) (включает 3 коммуны: Айн-Бейда, Хасси-Бен-Абдаллах и Сиди-Хуилед)
8. Тайбет (Taïbet) (включает 3 коммуны: Бен-Насер, Мнагер и Тайбет)
9. Темасин (Témacine)
10. Туггурт (Touggourt)